# Trifenylometanol
Trifenylometanol – organiczny związek chemiczny, trzeciorzędowy alkohol aromatyczny. Jest to krystaliczne ciało stałe, nierozpuszczalne w wodzie i eterze naftowym, a rozpuszczalne w etanolu, acetonie, benzenie i eterze dietylowym. W reakcji z chlorkiem acetylu otrzymuje się z niego chlorek trytylu.
Może zostać otrzymany poprzez dodanie magnezu do bromobenzenu w obecności bezwodnego eteru dietylowego. Do powstałego bromku fenylomagnezu dodaje się benzoesan etylu lub benzofenon w suchym benzenie, a następnie stężony kwas siarkowy. Jest to przykład reakcji Grignarda.
W silnie kwasowych roztworach zmienia barwę na żółtą w wyniku tworzenia się stabilnego karbokationu trytylowego.